# Завалино
Завалино — село в Кольчугинском районе Владимирской области России. Входит в состав Раздольевского сельского поселения.

## География
Расположено в 8 км на юг от центра поселения посёлка Раздолье и в 13 км на юго-восток от районного центра города Кольчугина.

## История
По писцовым книгам 1637—1643 годов село Завалино записано за Лаврентием Александровичем Кологривовым. В 1635 году в селе на средства помещика была построена церковь Святителя Николая Чудотворца. По переписным книгам 1676 года Завалино принадлежало двум вотчинникам: патриаршему сыну боярскому Ивану Ивановичу Подлесову и стольнику Мирону Лаврентьевичу Кологривову. В 1713 году в селе была построена новая церковь, в 1715 году она освящена в честь Казанской иконы Божией Матери. При ней были устроены приделы Святителя Николая Чудотворца и Святых мучеников Флора и Лавра. В 1815 году на средства помещицы Елизаветы Фёдоровны Акинфовой (1762—1839, урождённой Грибоедовой) построен каменный храм с такой же колокольней. Престолов в храме три: в холодном в честь Казанской иконы Божией Матери, в тёплых приделах во имя Святителя Николая Чудотворца и Святой праведной Елизаветы. В советское время храм был закрыт и разорён.
По данным на 1860 год село принадлежало Елизавете Фёдоровне Крузенштерн. Здесь похоронен её сын Николай Крузенштерн.
В конце XIX — начале XX века село являлось центром Завалинской волости Покровского уезда, с 1924 года было в Кольчугинской волости Александровского уезда.
С 1929 года село являлось центром Завалинского сельсовета Кольчугинского района, позднее вплоть до 2005 года входило в состав Завалинского сельсовета с центром в посёлке Вишнёвом.

## Население
| 1859 | 1905 | 1926 | 2002 | 2010 | 2021 |
| ---- | ---- | ---- | ---- | ---- | ---- |
| 130  | ↘107 | ↗139 | ↘32  | ↘23  | ↘21  |

### Известные жители
- Семенюк, Юрий Иванович (1922—2006) — живописец, член Союза художников СССР (1954), Народный художник РСФСР (1982).

## Инфраструктура
В селе находятся МБОУ «Завалинская основная школа», фельдшерско-акушерский пункт.

## Достопримечательности
Действующая церковь Казанской иконы Божией Матери (1815). В настоящее время ведутся восстановительные работы, состояние удовлетворительное.